# Sierras transpampeanas

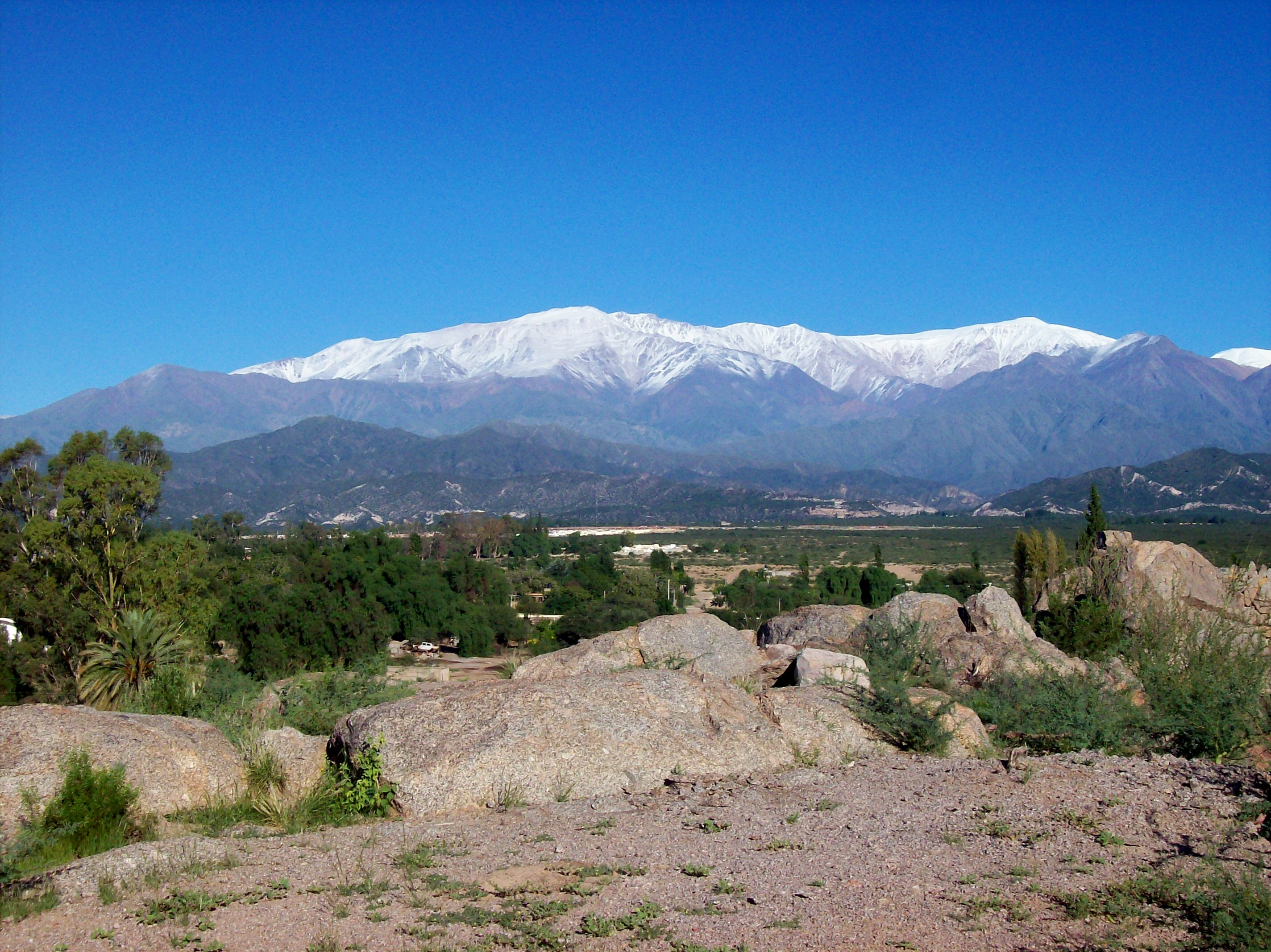
Sierras transpampeanas con el cerro General Belgrano o nevado de Famatina visto desde Chilecito.

Las sierras transpampeanas (o traspampeanas) también denominadas sistema de Famatina son un sistema montañoso en el noroeste de Argentina en las provincias de La Rioja y Catamarca. Por sus características geológicas las mismas constituyen un sistema independiente de las sierras pampeanas que se ubican al este.
Las sierras transpampeanas se encuentran entre las Sierras pampeanas por el este y la Precordillera y un sector de las sierras pampeanas Occidentales por el oeste. Las sierras transpampeanas incluyen el cordón de Famatina, y se extienden por unos 350 km de sur a norte. Este aglomerado de conjuntos serranos comprenden de sur a norte las sierras de Paganzo, Sañogasta, Vilgo, Paimán, Famatina, Narváez, y Las Planchadas. Su punto más elevado es la cumbre del Cerro General Belgrano (6.250 m s. n. m.).  
Las sierras transpampeanas se remontan al Paleozoico aunque poseen intrusiones rocosas del Devónico, sus cumbres suelen ser redondeadas. A elevaciones superiores a los 4.000 m las pendientes de las laderas cubiertas a menudo por materiales aportados, son muy pronunciadas. Son característicos los conos de deyección erosionados, como también abruptas quebradas y gargantas especialmente en la sierra de Famatina.
A la vera de las sierras transpampeanas sobre la vertiente este se encuentra ubicada la localidad de Chilecito en la provincia de La Rioja.